# Момчило Катанић
Момчило Катанић (Рековац, код Јагодине, 1912 — Чачак, 20. јул 1941) био је лекар и учесник Народноослободилачке борбе.

## Биографија
Рођен је 1912. године у Рековцу. Живео је у Горњем Милановцу и Чачку, где се школовао. Студије медицине је започео у Грацу, а завршио на Медицинском факултету у Београду. Специјализирао је кожно-венеричне болести. Његова старија сестра Дивна, која је такође студирала медицину, била је удата за познатог чачанског лекара и комунисту др Драгишу Мишовића. Преко зета, Момчило се још током студија укључио у револуционарни студентски покрет. Био је више година председник мензе студената, која је била стециште револуционарних студената. Касније је примљен у чланство Комунистичке партије Југославије (КПЈ).
После завршетка студија, вратио се у Чачак, где је помагао у раду Драгиши Мишовићу. Поред лечења људи, помагао му је и у политичком раду. Када је 1939. године полиција убила Мишовића, Момчило је преузео његову лекарску ординацију и још више се укључио у револуционарни покрет. Учествовао је у свима акцијама, које је организовала партијска организација КПЈ у Чачку. Партију је помагао и финансијски, а уочи рата је Окружном комитету КПЈ за Чачак, дао новац за набавку машине за умножавање пропагандног материјала.
Попут свог зета Драгише Мишовића и Момчило је међу народом Чачак и околине био веома популаран лекар, који је стекао статус „народног лекара“. Код њега на лечење су долазили и сељаци из удаљених села, а неки чак из Санџака. Болесницима никада није тражио новац, већ су га плаћали колико је ко могао, а многима није ни наплаћивао. Са сељацима, који су долазили код њега, често је разговарао о друштвеним проблемима, као и о материјалним тешкоћама. Као образован човек, често је сељацима давао разне савете – коју врсту пшенице и кукуруза да сеју, како би имали више приноса, које воћке да саде и како да их негују, коју врсту стоке да гаје и др. Причао им је о пољопривреди у Данској, Холандији, а нарочито у Совјетском Савезу.
Након Априлског рата и окупације Југославије, 1941. године, помагао је партијској организацији у Чачку у организовању устанка. Посебно је радио на припреми санитетске службе – на сакупљању лекова и потребних материјала, као и обуци из прве помоћи. На састанку Окружног комитета КПЈ за Чачака, одржаном 5. јула 1941. године у Атеници, на коме је донета одлука о формирању Чачанског партизанског одреда, био је одређен за члана Штаба одреда задуженог за санитетску службу. Још пре званичног формирања одреда, 12. јула, одлазио је на планину Јелицу, где је окупљеним борцима давао корисне војничке и лекарске савете – посебно им је указивао на значај хигијене и како да спрече настанак неких болести, а највише вашки, које преносе тифус.
На путу за Одред, био је ухапшен од стране жандара у селу Горња Горевница и спроведен у Чачак. Као познати комуниста стрељан је 20. јула 1941. године у Чачку, на игралишту Фудбалског клуба „Борац“. Заједно са Момчилом тада је стрељано још 11 лица, међу којима су били Александар Ћурић и Давид Нафтали, познати чачански комунисти и неколико заробљених партизана и ухапшених припадника Народноослободилачког покрета (НОП) из околине Чачка. Било је ово прво масовно стрељање у Чачку у Другом светском рату. Сви стрељани сахрањени су у заједничкој гробници на чачанском гробљу, а после рата им је подигнут споменик.
У Народноослободилачком рату учествовао је и његов отац Радисав, који је био стрељан у Крагујевцу, октобра 1941. године, као и браћа Синиша и Милан и сестра Дивна.
Име др Момчила Катанића данас носи једна апотека у Чачку и једна улица у Горњем Милановцу.